# Ambassade de Grèce en France

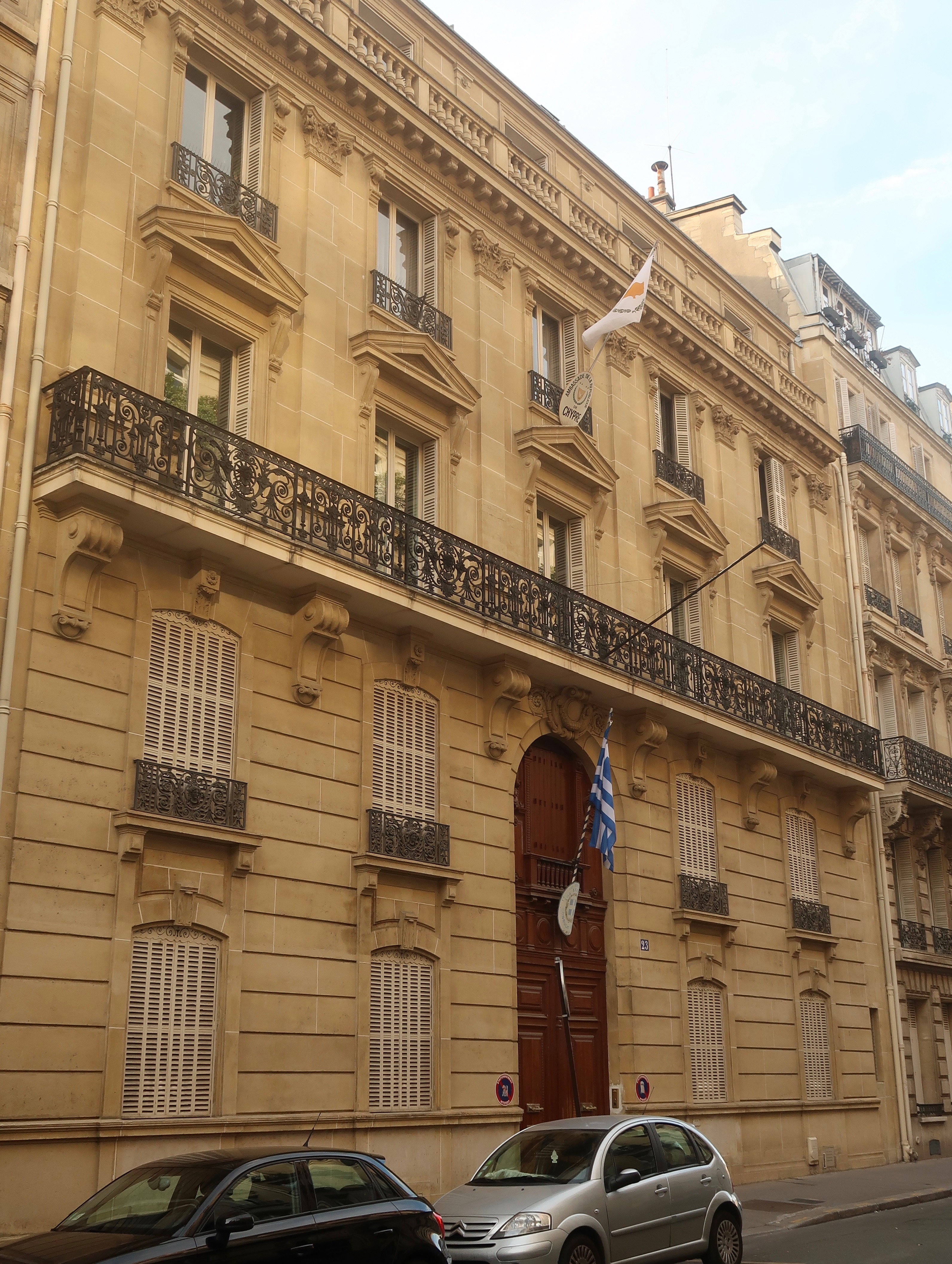
Consulat général de Grèce à Paris.

L'ambassade de Grèce en France est la représentation diplomatique de la République hellénique auprès de la République française. Elle est située 17 rue Auguste-Vacquerie dans le 16e arrondissement de Paris, la capitale du pays. Son ambassadeur est, depuis mai 2025, Antonis Alexandridis.

## Histoire
Dans les années 1900, la légation de Grèce se trouve 3 rue Anatole-de-La-Forge (17e arrondissement), tandis que sa chancellerie est installée 59 rue de Ponthieu (8e arrondissement).
Au début des années 1960, l'ambassade était située 15 villa Saïd (16e arrondissement).

## Ambassadeurs de Grèce en France
| Date de nomination                                                  | Date de nomination                                                  | Date de remise des lettres de créance                               | Date de remise des lettres de créance                               | Diplomate                                                           |
| En qualité d'envoyés extraordinaires et ministres plénipotentiaires | En qualité d'envoyés extraordinaires et ministres plénipotentiaires | En qualité d'envoyés extraordinaires et ministres plénipotentiaires | En qualité d'envoyés extraordinaires et ministres plénipotentiaires | En qualité d'envoyés extraordinaires et ministres plénipotentiaires |
| ------------------------------------------------------------------- | ------------------------------------------------------------------- | ------------------------------------------------------------------- | ------------------------------------------------------------------- | ------------------------------------------------------------------- |
| 1832                                                                |                                                                     |                                                                     |                                                                     | Mihail II Șuțu                                                      |
|                                                                     |                                                                     | 2 juin 1834                                                         | [ 4 ]                                                               | Constantin Caradja (de)                                             |
| 1835                                                                |                                                                     |                                                                     | [ 5 ]                                                               | Ioánnis Koléttis                                                    |
| 1861                                                                |                                                                     |                                                                     |                                                                     | Dimítrios Kallérgis                                                 |
| 1868                                                                |                                                                     | 1869                                                                | [ 6 ]                                                               | Alexandros Rizos Rangavis                                           |
|                                                                     |                                                                     | 11 août 1910                                                        | [ JORF 1 ]                                                          | Athos Romanos (el)                                                  |
|                                                                     |                                                                     | 21 août 1917                                                        | [ JORF 2 ]                                                          | Athos Romanos (el)                                                  |
|                                                                     |                                                                     | 24 juin 1924                                                        | [ JORF 3 ]                                                          | Nikólaos Polítis                                                    |
|                                                                     |                                                                     | 5 novembre 1925                                                     | [ JORF 4 ]                                                          | Alexandre Carapanos                                                 |
|                                                                     |                                                                     | 28 octobre 1927                                                     | [ JORF 5 ]                                                          | Nikólaos Polítis                                                    |
|                                                                     |                                                                     | 24 avril 1940                                                       | [ JORF 6 ]                                                          | Pierre-A. Metaxas                                                   |
| En qualité d'ambassadeurs extraordinaires et plénipotentiaires      |                                                                     |                                                                     |                                                                     |                                                                     |
|                                                                     |                                                                     | 9 mai 1946                                                          | [ JORF 7 ]                                                          | Raphael Raphael                                                     |
|                                                                     |                                                                     | 8 novembre 1957                                                     | [ JORF 8 ]                                                          | Philon A. Philon                                                    |
|                                                                     |                                                                     | 26 janvier 1965                                                     | [ JORF 9 ]                                                          | Jean Kalergis                                                       |
|                                                                     |                                                                     | 14 décembre 1968                                                    | [ JORF 10 ]                                                         | Georges Christopoulos                                               |
|                                                                     |                                                                     | 28 octobre 1969                                                     | [ JORF 11 ]                                                         | Basile Marcopouliotis                                               |
|                                                                     |                                                                     | 2 juin 1972                                                         | [ JORF 12 ]                                                         | Jean Cambiotis                                                      |
|                                                                     |                                                                     | 19 avril 1974                                                       | [ JORF 13 ]                                                         | Phedon Annino-Cavalierato                                           |
|                                                                     |                                                                     | 18 septembre 1974                                                   | [ JORF 14 ]                                                         | Aristide Pilavachi                                                  |
|                                                                     |                                                                     | 10 décembre 1976                                                    | [ JORF 15 ]                                                         | Dimitri Papaioannou                                                 |
|                                                                     |                                                                     | 25 octobre 1979                                                     | [ JORF 16 ]                                                         | Stéphanos Stahatos                                                  |
|                                                                     |                                                                     | 14 octobre 1982                                                     | [ JORF 17 ]                                                         | Christos Rokofyllos                                                 |
|                                                                     |                                                                     | 16 septembre 1987                                                   | [ JORF 18 ]                                                         | Estathios Mitsopoulos                                               |
|                                                                     |                                                                     | 5 avril 1990                                                        | [ JORF 19 ]                                                         | Alexandre Raphael                                                   |
|                                                                     |                                                                     | 10 juillet 1996                                                     | [ JORF 20 ]                                                         | Charalambos Korakas                                                 |
|                                                                     |                                                                     | 6 juillet 1998                                                      | [ JORF 21 ]                                                         | Elias Clis                                                          |
|                                                                     |                                                                     | 30 septembre 2005                                                   | [ JORF 22 ]                                                         | Dimitrios Paraskevopoulos                                           |
|                                                                     |                                                                     | 15 janvier 2010                                                     | [ JORF 23 ]                                                         | Constantin Chalastanis                                              |
|                                                                     |                                                                     | 15 novembre 2013                                                    | [ JORF 24 ]                                                         | Théodore M. Passas                                                  |
|                                                                     |                                                                     | 6 juillet 2015                                                      | [ JORF 25 ]                                                         | Maria Theofili                                                      |
|                                                                     |                                                                     | 31 août 2018                                                        | [ JORF 26 ]                                                         | Aglaia Balta                                                        |
|                                                                     |                                                                     | 22 juillet 2022                                                     | [ JORF 27 ]                                                         | Dimitrios Zevelakis                                                 |
|                                                                     |                                                                     | mai 2025                                                            |                                                                     | Antonis Alexandridis                                                |

## Section consulaire
Outre la section consulaire de son ambassade à Paris, située 23 rue Galilée dans le 16e arrondissement, la Grèce possède des consulats honoraires à Ajaccio, Bordeaux, Calais, Cherbourg, Grenoble, Le Havre, Lille, Lyon, Nantes, Nice, Saint-Étienne et Strasbourg. 
Il existe aussi consulat général à Marseille (54, rue Jean-Mermoz).
La Maison de la Grèce se trouve au no 9 rue Mesnil (16e arrondissement de Paris).